# Bird-in-Hand
Bird-in-Hand ist ein zu Statistikzwecken definiertes Siedlungsgebiet, ein Census-designated place (CDP) mit 427 Einwohnern (Stand: Volkszählung 2020) im Lancaster County des US-Bundesstaats Pennsylvania.

## Geographie
Bird-in-Hand liegt zehn Kilometer östlich von Lancaster und rund 90 Kilometer nordwestlich der Großstadt Philadelphia. Der U.S. Highway 30 tangiert Bird-in-Hand im Süden.

## Geschichte
Erste Einwohner der Gegend waren Indianer der Shawnee- und Susquehannock-Stämme, die bald nach Ankunft der ersten Siedler (in erster Linie Quäker und Mennoniten) diesen den Gebrauch von Fellen, das Fällen von Bäumen und den Anbau lokaler Nahrungsmittel sowie die Verwendung von Kräutern für medizinische Zwecke beibrachten. Einer Legende zufolge entstand der Name des Ortes in der Zeit, als der Old Philadelphia Pike zwischen Lancaster und Philadelphia angelegt wurde. Die Legende besagt, zwei Straßenvermesser hätten im Jahr 1734 darüber diskutiert, ob sie an ihrem derzeitigen Standort bleiben oder in die Stadt Lancaster gehen sollten, um dort zu übernachten. Einer von ihnen sagte: „A bird in the hand is worth two in the bush“ (wörtlich übersetzt: Ein Vogel in der Hand ist zwei im Busch wert, was der Redewendung „Lieber den Spatz in der Hand als die Taube auf dem Dach“ entspricht) und so blieben sie vor Ort. Später  wurde dort ein Gasthaus mit einer Postkutschenhaltestelle errichtet, die den Namen Bird-in-Hand führten, der dann für die ganze Siedlung übernommen wurde. Weitere Siedler, vornehmlich aus Deutschland zogen dorthin. 1834 wurde der Bau der Pennsylvania Railroad begonnen und Bird-in-Hand wurde mit seinen Kohle- und Holzprodukten ein bedeutender Haltepunkt der neuen Strecke. Später siedelten sich industrielle Betriebe hauptsächlich in den größeren Städten der Umgebung an. Als historisch bedeutendes Bauwerk wurde das unter dem Namen Bird-in-Hand Village Inn and Suites geführte Hotel im Jahr 1922 unter der Referenznummer
92000950 in das National Register of Historic Places aufgenommen.
Bird-in-Hand ist zu Beginn des 21. Jahrhunderts ein kleiner Ort, dessen Bewohner ihren Lebensunterhalt von Landwirtschaft und Tourismus bestreiten.

## Demografische Daten
Im Jahr 2010 wurde eine Einwohnerzahl von 402 Personen ermittelt. Das Durchschnittsalter lag zu diesem Zeitpunkt mit 30,9 Jahren deutlich unterhalb des Wertes von Pennsylvania, der 40,6 Jahre betrug. 49,9 % der heutigen Bewohner gehen auf Einwanderer aus Deutschland zurück. Weitere maßgebliche Zuwanderungsgruppen während der Anfänge des Ortes kamen zu 19,4 % aus England, zu 13,6 % aus der Schweiz und zu 7,0 % aus Irland.